# Avon (Dakota del Sud)
Avon è un comune (city) degli Stati Uniti d'America della contea di Bon Homme nello Stato del Dakota del Sud. La popolazione era di 590 abitanti al censimento del 2010.

## Geografia fisica
Avon è situata a 43°00′24″N 98°03′33″W (43.006780, -98.059092).
Secondo lo United States Census Bureau, la città ha una superficie totale di 1,66 km², dei quali 1,66 km² di territorio e 0 km² di acque interne (0% del totale).

## Storia
Avon fu fondata nel 1879. La comunità deve il suo nome ad Avon, New York, la città natale del primo direttore postale. La costruzione della ferrovia spinse la città a trasferirsi nel suo sito attuale nel 1900.

## Società

### Evoluzione demografica
Secondo il censimento del 2010, la popolazione era di 590 abitanti.

### Etnie e minoranze straniere
Secondo il censimento del 2010, la composizione etnica della città era formata dal 94,07% di bianchi, lo 0% di afroamericani, il 3,05% di nativi americani, lo 0,17% di asiatici, lo 0% di oceanici, l'1,02% di altre etnie, e l'1,69% di due o più etnie. Ispanici o latinos di qualunque etnia erano il 2,03% della popolazione.